# Nočno lovsko letalo
Nočno lovsko letalo (tudi nočni lovec ali vsevremenski lovec) je lovsko letalo, prilagojeno za uporabo ponoči ali v času slabe vidljivosti.
Nočni lovci so prišli v uporabo med 2. svetovno vojno vzporedno z razvojem radarja.